# Club Atlético 9 de Julio
O Club Atlético 9 de Julio, também conhecido como 9 de Julio de Rafaela, é um clube esportivo localizado em Rafaela, cidade da província de Santa Fé, na Argentina, fundado em 9 de julho de 1904.
A sua principal atividade é o futebol, onde atualmente joga no Torneo Federal A, terceira divisão do futebol argentino para clubes indiretamente afiliados à Associação do Futebol Argentino (AFA).
O clube manda seus jogos no estádio "Germán Solterman" ("Coloso"), em Rafaela, do qual é proprietário, com capacidade atual para 8.000 espectadores.
É clube mais antigo da cidade de Rafaela e o maior campeão da Liga Rafaelina de Fútbol (afiliada ao Conselho Federal do Futebol Argentino da AFA), com 19 conquistas: 1928, 1929, 1930, 1941, 1943, 1944, 1945, 1957, 1959, 1961, 1962, 1963, 1984, 1988, 1991, 1993, 1998, 2004, 2007.

## Títulos
| Divisão | Competição         | Total | Ano(s) / Temporada(s) | Fonte |
| ------- | ------------------ | ----- | --------------------- | ----- |
| Quarta  | Torneo Argentino B | 1     | 2000–01               |       |

| Divisão | Competição               | Total | Ano(s) / Temporada(s)                                                                                            | Fonte |
| ------- | ------------------------ | ----- | --- | ----- |
| —       | Liga Rafaelina de Fútbol | 19    | 1928, 1929, 1930, 1941, 1943, 1944, 1945, 1957, 1959, 1961, 1962, 1963, 1984, 1988, 1991, 1993, 1998, 2004, 2007 | [ 8 ] |